# آپلس

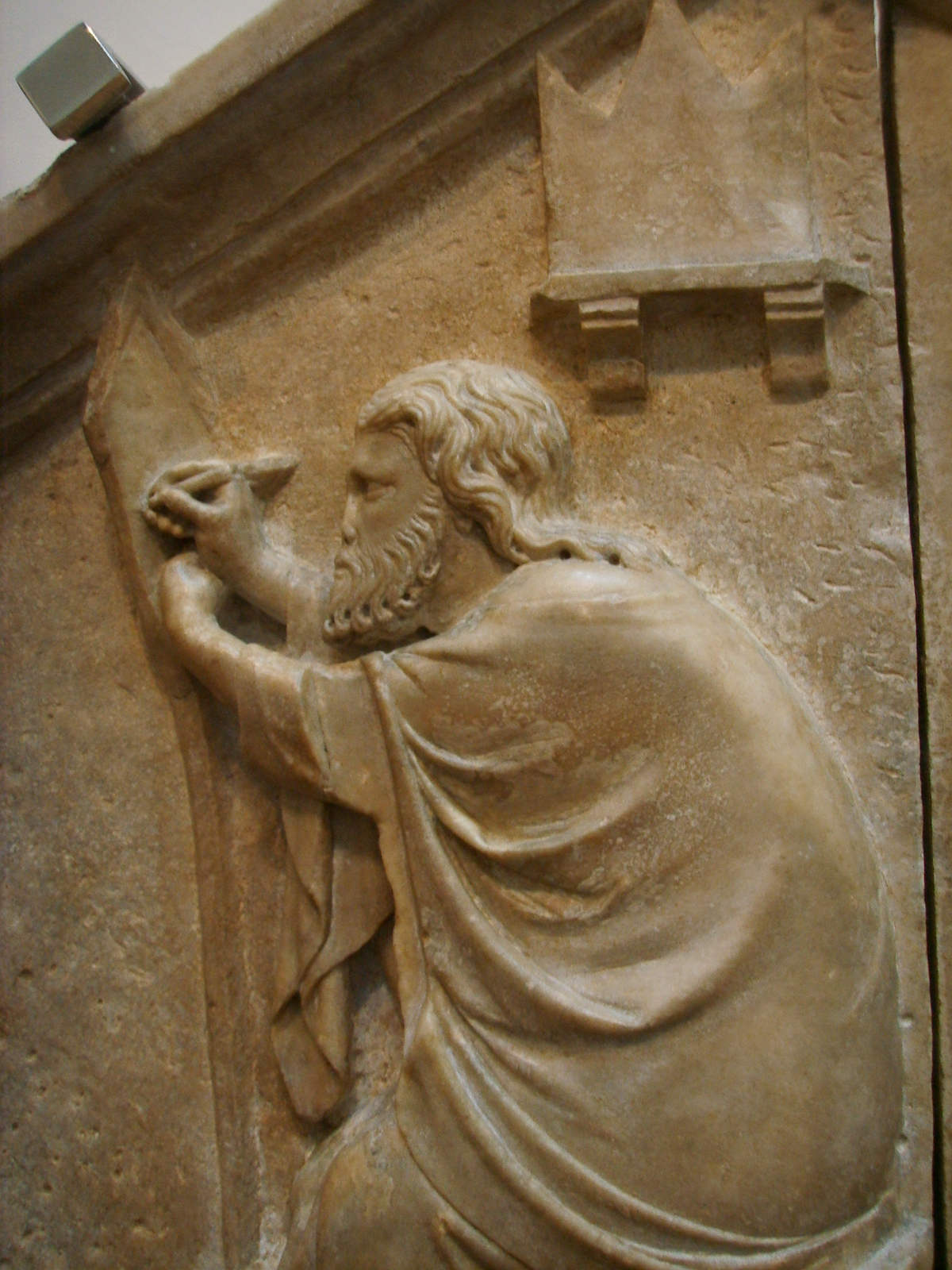
سنگواره ای از آپلس

آپِلِس (به انگلیسی: Apelles) (نقاش یونانی، فعالب در اواخر سده چهارم ق م). او را بزرگترین نقاش یونان باستان به شمار آورده‌اند.اگرچه اثری از او برجای نمانده است.گویا، تکچهره‌هایی از الکساندر کبیر نقاشی کرده است.
سر برکشیدن ونوس از قعر دریا، نخستین اثر هنری بود که به این نام توسط آپلس، خلق شد، هرچند آن اثر دیگر برجای نمانده است.